# Cleorina punctisterna
Cleorina punctisterna es un coleóptero de la familia Chrysomelidae.
Fue descrita científicamente en 1983 por Medvedev & Eroshkina.